# فيندلاي إي. راسيل
فيندلاي إي. راسيل (بالإنجليزية: Findlay E. Russell)‏ هو طبيب أمريكي، ولد في 1 سبتمبر 1919، وتوفي في 21 أغسطس 2011.